# Fuerte de Tahula
El fuerte de Tahula (en indonesio: Benteng Tahula) o fuerte de Tidore, originalmente Santiago de los Caballeros de Tidore, es una fortificación española (actualmente en estado de ruinas) de principios del siglo XVII ubicada en la ciudad de Tidore, en la isla homónima, en las Molucas septentrionales, Indonesia. Se trata de un fuerte de artillería de la época de la presencia española en Indonesia (concretamente en las islas Molucas), cuya construcción tuvo lugar durante la Unión Ibérica y su cesión al Imperio neerlandés un medio siglo después.

## Contexto histórico
La isla de Tidore es un ejemplo de la puja que mantenían las potencias europeas de la época por el dominio del suroeste del Pacífico al sur de las Filipinas, sobre todo las Molucas, codiciadas por su riqueza en especias desde que fueran alcanzadas por primera vez por Francisco Serrão (por lo que son conocidas como islas de las Especias). La pequeña isla de Tidore, una fuente cuantiosa de clavo y nuez moscada, fue durante siglos el corazón del sultanato de Tidore, que se extendía sobre gran parte de las islas entre Halmahera y la Papúa Occidental. Tras la muerte del gran sultán Jamaluddín, su sucesor Al Mansur fue el último jefe de la dinastía en una región que experimentaba una creciente influencia europea.
Los primeros barcos castellanos llegaron a Tidore en 1526, comandados por García Jofre de Loaísa (quien moriría al poco tiempo), y según fuentes de la época eran bien recibidos. Pocos años antes, el vecino sultanato de Ternate ya había establecido relaciones con exploradores portugueses, convirtiéndose al poco tiempo en posesión portuguesa, con un fuerte propio en la isla de Ternate. Por su parte, Loaísa construyó el primer fuerte de Tidore para combatir a los lusos por el control del archipiélago indonesio; esa época vio varias batallas entre ambos bandos por la isla de Tidore, defendida por los castellanos, que terminaron en un acuerdo de paz, en el que los portugueses accedían a retirar su flota a condición de que el comercio de las especias solo se hiciera con ellos, y al mismo precio que pagaban en Ternate (bajo su dominio).
La región experimentó también tiempos convulsos durante la unión dinástica entre las dos naciones ibéricas bajo la casa de Habsburgo, y las Molucas resultaron ser un punto de fricción y muestra de la fragilidad de la denominada Monarquía Católica. Aunque la unión propiciara acciones como el envío de una expedición militar castellana desde Manila para recuperar Ternate, después de que el sultán expulsara a los portugueses de su imperio (quienes encontraron cobijo en la capital filipina), lo cierto es que tanto castellanos como lusos aprovechaban la lejanía de los territorios ultramarinos de los consejos de Indias y de Portugal para realizar incursiones uno en el territorio del otro, hasta producirse conflictos entre ambos. Los portugueses, a través de los bandeirantes, se aprovechaban para violar el Tratado de Tordesillas y extenderse por territorios americanos que correspondían a la Corona de Castilla; mientras que los castellanos hacían lo mismo en territorios de las Molucas y Formosa, principalmente para hacer frente a la expansión neerlandesa. Incluso tras recuperar Ternate en 1606, teóricamente bajo el mismo rey (Felipe el Piadoso), esta se convirtió en posesión castellana a costa de los portugueses.
Como resultado, Castilla y Portugal competían por ejercer su influencia en la región oriental del archipiélago también durante la Unión Ibérica, un conflicto que se agravaría tras la guerra de Restauración portuguesa (si bien, por entonces serían los neerlandeses quienes ejercían el poder en la región). En el marco de este ambiente caldeado, los portugueses se proponían a principios del siglo XVII (todavía bajo la dinastía filipina) a hacerse con la isla de Tidore, cosa que finalmente lograron. Unos meses después tuvo lugar la conquista definitiva de la isla por los castellanos, que establecieron allí la gobernanza de las Molucas y construyeron el fuerte de Tahula, en principio para hacer frente a los hostigamientos lusos, aunque más tarde serviría sobre todo contra la emergente potencia de la región, a saber, las Provincias Unidas neerlandesas.

## La fortificación

### Historia
La construcción del fuerte comenzó oficialmente en 1607 bajo el primer gobernador español de las Molucas, Juan de Esquivel (no confundir con el explorador castellano homónimo), si bien tuvo que posponerse al poco tiempo debido a una escasez de mano de obra. En 1609 fue retomada por su sucesor en el cargo, Cristóbal de Azqueta Menchaca, quien ordenó el comienzo de las obras, aunque, por motivos similares, tampoco se logró terminar la edificación durante su mandato. Sería Jerónimo de Silva, gobernador de las islas entre 1612 y 1617 (no confundir con el conquistador castellano homónimo), quien tras reanudar las obras en 1613, completaría la construcción en 1615 (al mismo tiempo que su pariente, Juan Silva, quien encabezaba una expedición de castigo contra los neerlendeses, fallara en recuperar otros puntos estratégicos para la Corona castellana).
Los castellanos bautizaron la fortificación con el nombre de Santiago de los Caballeros de Tidore (en castellano medieval, Sanctiago Caualleros de los de la de Isla Tidore, forma que persiste en gran parte de los textos que tratan del tema y que consta en su marcador histórico), mientras que los nativos la llamaban To-Hula, cuyo significado es Ciudad de Hula, con lo que pasó a conocerse como Fuerte de Tahula. Las tropas españolas mantuvieron esta posición hasta 1662, cuando la plaza fue capturada y cedida a la Compañía Neerlandesa de las Indias Orientales (VOC), catorce años tras el fin de la guerra de los Ochenta Años que dejó a los neerlandeses con el control de las Molucas (mientras que el dominio de España se centró en las Filipinas y el de Portugal en algunas plazas, siempre culpando a la unión dinástica y a la casa de Habsburgo por la pérdida de su influencia en el Pacífico).
En 1707, el fuerte fue destruido a instancias de las autoridades neerlandesas, aunque posteriormente sería reconstruido por los sultanes de Tidore con el permiso de la VOC, sirviendo como residencia real a partir del reinado de Saifuddin. En 1799, bajo el sultán Nuku, como parte de sus planes para enfrentarse a la VOC en un ataque sorpresa y recuperar las Molucas de los neerlandeses, el fuere recuperó su propósito militar al ser equipado con cañones y munición. Sin embargo, volvería a ser destruido en batallas posteriores.

### Ubicación
Como principal estructura defensiva de la isla, Tahula está ubicado en una posición estratégica: desde una altitud de 35 metros sobre una gran roca de coral, domina tanto las costas este y sur de la isla como la llanura que se extiende hacia el oeste, tierra adentro. Su posición ha propiciado que sirviera, más allá de su propósito militar, también para monitorear el tráfico comercial de especias.

### Estructura y conservación
El fuerte de Tahula es una estructura de planta rectangular, que consiste en cuatro edificaciones realizadas en piedra natural. Algunos elementos que se han conservado hasta la actualidad (en estado de ruinas) incluyen los baluartes (uno triangular y el otro circular), el patio interior, las dependencias, estanques, tumbas y un largo tramo de escaleras (con un centenar de peldaños), que conduce a su entrada principal. En el interior, se ha preservado en buen estado una habitación con una puerta de arco de medio punto. Otros elementos, sin embargo, no se han conservado tan bien, y están cubiertos de vegetación y en mal estado.
El tramo de escaleras ha sido recién pintado en colores vivos y se han realizado varias obras de restauración con los años, si bien, por limitaciones presupuestarias, algunas partes siguen desgastadas y en estado de dejadez. A su vez, el patio del fuerte se ha convertido en jardín.